# Clotilde de Saxe-Cobourg-Gotha
Marie Adélaïde Amélie Clotilde de Saxe-Cobourg-Gotha, duchesse en Saxe, puis, par son mariage, princesse palatine de Hongrie, est née le 8 juillet 1846 à Neuilly-sur-Seine, en France, et morte le 3 juin 1927 à Alcsút, en Hongrie est un membre de la Maison de Saxe-Cobourg.

## Famille
Clotilde de Saxe-Cobourg-Kohary est la fille aînée du prince Auguste de Saxe-Cobourg-Kohary (1818-1881) et de son épouse la princesse française Clémentine d'Orléans (1817-1907).
Sœur aînée du roi Ferdinand Ier de Bulgarie, elle est également apparentée, par son père, aux familles royales de Belgique, du Portugal et du Royaume-Uni tandis qu'elle descend, par sa mère, du roi des Français Louis-Philippe Ier.
Le 12 mai 1864, la princesse épouse, à Cobourg, en Allemagne, l’archiduc Joseph de Habsbourg-Lorraine (1833-1905), comte palatin de Hongrie, fils de l’archiduc Joseph Antoine de Habsbourg-Lorraine (1776-1847), comte palatin  de Hongrie, et de sa troisième épouse la princesse Dorothée de Wurtemberg (1797-1855).
De l’union de Clotilde et de Joseph naissent sept enfants :
- Elisabeth Clémentine de Habsbourg-Lorraine (1865-1866), archiduchesse d’Autriche et princesse de Hongrie ;
- Marie-Dorothée de Habsbourg-Lorraine (1867-1932), archiduchesse d’Autriche et princesse de Hongrie, qui épouse, en 1896, le prétendant orléaniste français Philippe d'Orléans (1869-1926) ;
- Marguerite Clémentine de Habsbourg-Lorraine, archiduchesse d’Autriche et princesse de Hongrie, qui épouse, en 1890, le prince Albert Ier de Tour et Taxis (1867-1952) ;
- Joseph-Auguste de Habsbourg-Lorraine (1872-1962), comte palatin de Hongrie, qui épouse, en 1893 la princesse Augusta de Bavière (1875-1964).
- Ladislas Philippe de Habsbourg-Lorraine (1875-1895), archiduc d’Autriche et prince de Hongrie ;
- Elisabeth Henriette de Habsbourg-Lorraine (1883-1958), archiduchesse d’Autriche et princesse de Hongrie ;
- Clotilde de Habsbourg-Lorraine (1884-1903), archiduchesse d’Autriche et princesse de Hongrie.

## Biographie

### Enfance

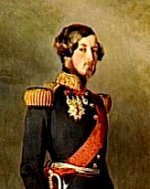
Le prince Auguste de Saxe-Cobourg-Gotha (1818-1881), père de Clotilde.

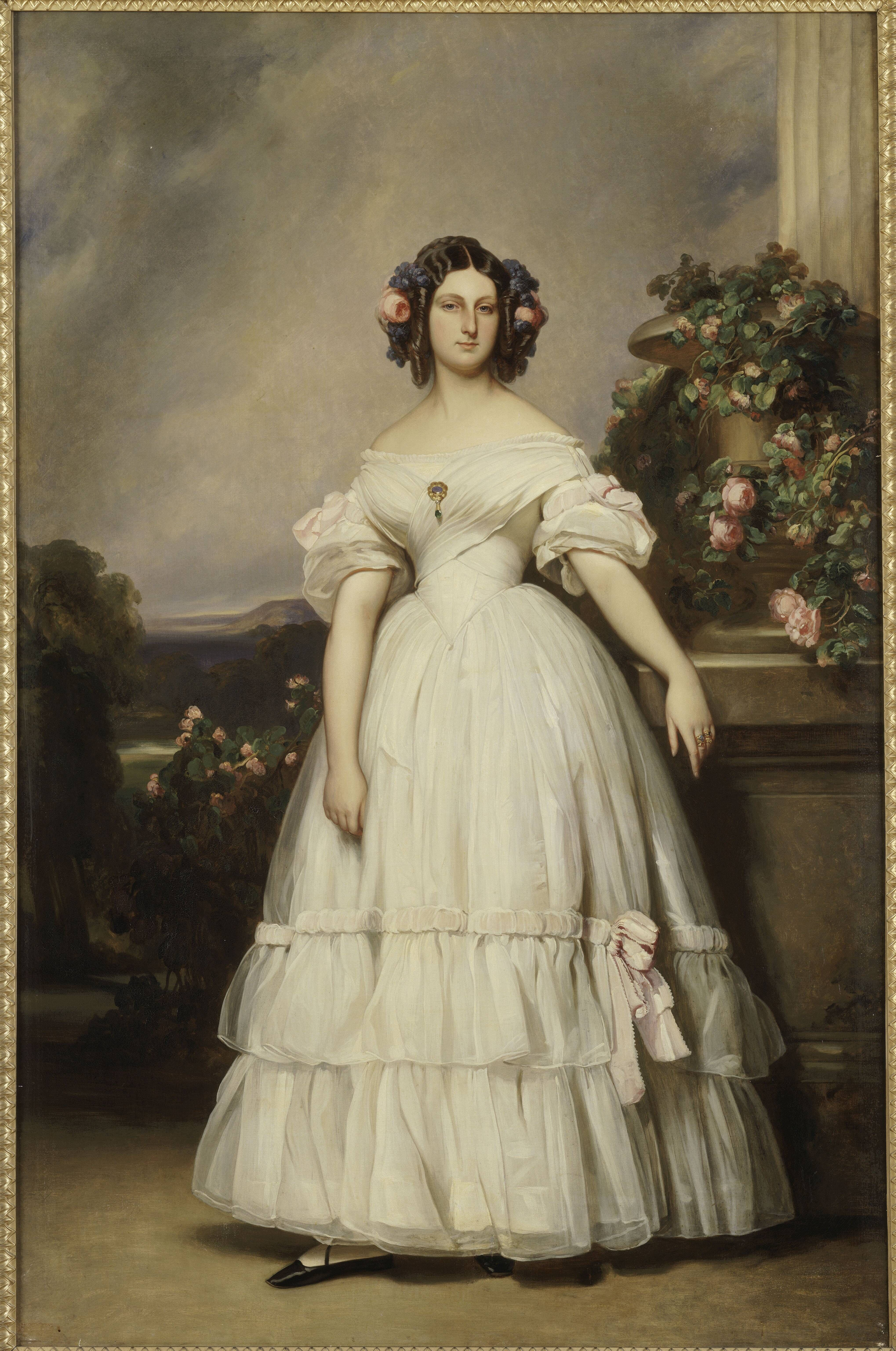
Portrait de la princesse Clémentine, mère de Clotilde, par Winterhalter.

La princesse Clotilde voit le jour au château de Neuilly, en France, où sa mère, la princesse Clémentine d’Orléans, a choisi d’accoucher de ses enfants. Très jeune, la petite fille parcourt l’Europe avec sa famille et passe son temps entre le royaume de son grand-père, le roi Louis-Philippe Ier, celui de son oncle, la Belgique, la souveraineté familiale duché de Saxe-Cobourg-Gotha, l’Angleterre de sa cousine, la reine Victoria et les terres de sa famille paternelle, en Autriche-Hongrie. Pendant l’un de ses voyages en France, la princesse assiste d’ailleurs à la Révolution de 1848 et à la fuite des Orléans au Royaume-Uni. 
Contrairement à la coutume de l’époque, Clotilde est élevée directement par ses parents et la princesse Clémentine est, pour elle et ses frères et sœurs, une mère particulièrement attentionnée. L’éducation qu’elle reçoit lui est donnée par des gouvernantes mais ses progrès sont largement contrôlés par ses parents. Elle étudie ainsi avec attention le dessin, les langues et les sciences humaines. De fait, sa mère a bénéficié d’une éducation raffinée et elle tient à ce que ses enfants soient eux aussi cultivés.

### Mariage

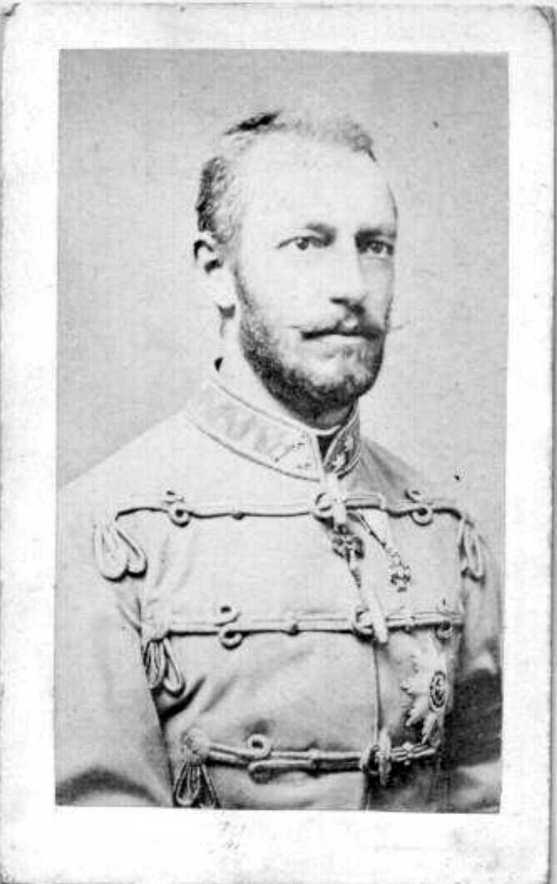
L'archiduc Joseph d'Autriche-Hongrie.

La princesse Clotilde fait ses débuts à la cour de Vienne en janvier 1863. Âgée de seize ans et demi, c’est alors une jeune fille jugée plutôt belle avec ses cheveux bruns et ses yeux bleus typiques des Orléans . La fortune de sa famille, qui possède d’importants domaines en Hongrie, et ses connexions européennes en font par ailleurs un parti idéal et elle ne tarde pas à attirer les regards.
L’été suivant ses premiers bals, Clotilde fait la connaissance de l’archiduc Joseph de Habsbourg-Lorraine, qui appartient à la branche hongroise de la famille impériale autrichienne. Commence alors une courte romance. 
La reine des Belges Marie-Henriette, alors duchesse de Brabant, sœur de l'archiduc Joseph, appuie leurs projets matrimoniaux avec succès et l'approbation de l'empereur d'Autriche François-Joseph, pour aboutir à un somptueux mariage, qui se déroule dans le duché de Saxe-Cobourg-Gotha le 12 mai 1864,.
Après leur union, Clotilde et Joseph partent en voyage de noces à Vérone, en Italie et s'établissent d'abord à Linz, en Autriche, où l’archiduc Joseph est posté durant quelque temps. À partir de 1867, l'archiduc Joseph et sa famille s'installent définitivement à Alcsút.

### Une famille hongroise

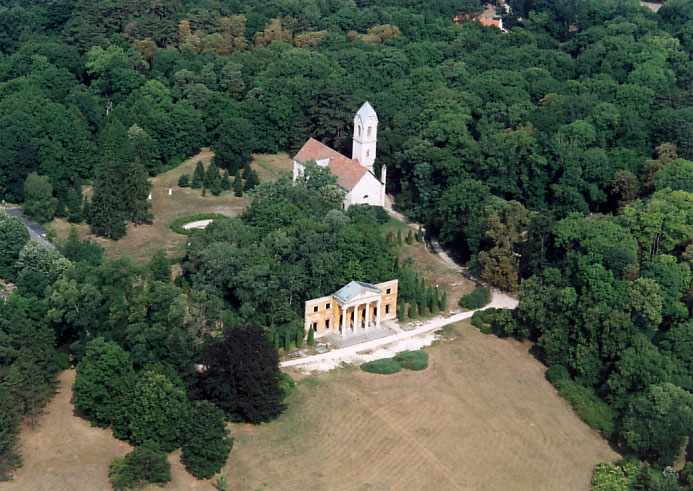
Ruines du château d'Alcsútdoboz, résidence principale des Habsbourg de Hongrie.

Avec son époux, la princesse Clotilde élève ses enfants dans le culte de la Hongrie. Au grand déplaisir des pangermanistes de Vienne, les enfants du couple sont ainsi élevés dans la langue magyare et ils participent, dès leur plus tendre enfance, aux fêtes et aux événements qui marquent la vie du peuple hongrois. Clotilde et sa famille tiennent ainsi une place importante au couronnement de l’empereur François-Joseph et de son épouse à Budapest le 8 juin 1867. 
De fait, l’intérêt de Clotilde et de son époux pour le royaume de Hongrie ne s’accompagne d’aucune velléité d’indépendance vis-à-vis de la cour viennoise. Militaire de carrière, l’archiduc est un fidèle de l’empereur et a notamment combattu les Prussiens lors de la guerre austro-prussienne. D’autre part, une fois devenus adultes, la plupart des enfants du couple princier ont épousé des proches de la famille impériale.

### Une femme d’affaires et quelques malheurs familiaux
Bien que propriétaires d’une fortune considérable, la princesse Clotilde et son époux ne se contentent pas de mener une vie oisive de rentiers : ils sont au contraire considérés comme un homme et une femme d’affaires avertis. Ils réalisent ainsi d’importants investissements qui leur permettent d’accroître considérablement leurs biens. Dans les années 1860, les princes font ainsi  réhabiliter leurs domaines de l’île Marguerite, située sur le Danube. Ils y font construire un luxueux centre thermal international qui est inauguré en 1869 et qui connaît immédiatement un très vif succès. Fort de ses succès économiques, le couple se porte acquéreur d’une somptueuse villa située à Fiume, sur la côte dalmate, et Clotilde acquiert avec passion plusieurs œuvres inspirées du mouvement jugendstil.
En 1887, son frère cadet devient prince (puis en 1908 roi) Ferdinand Ier de Bulgarie.
En 1889, son frère Philippe de Saxe-Cobourg-Kohary, beau-frère, compagnon de chasse et de plaisirs du Kronprinz Rodolphe sera un proche témoin de la tragédie de Mayerling. La même année, un coup d'état met fin à la monarchie au Brésil. Le frère de l'archiduchesse Clotilde, veuf de la fille cadette de l'empereur Pierre II, vit en Autriche mais a confié à son beau-père l'éducation de ses deux fils aînés - susceptibles d'hériter du trône brésilien. Lors de la traversée, l'aîné des deux jeunes gens sombre dans la folie et devra être interné. Quelques années plus tard c'est la princesse Louise de Belgique, épouse du prince Philippe, dont les frasques révèlent les malheurs conjugaux, est également internée.
En 1893, son fils aîné l'archiduc Joseph-Auguste épouse la princesse Augusta de Bavière, une des petites-filles de l'empereur François-Joseph. 
En 1895, le plus jeune enfant de l'archiduchesse, l'archiduc Ladislas meurt à 20 ans d'une chute de cheval. L'année suivante, sa fille Dorothée épouse son cousin le duc d'Orléans mais le couple s'entendra mal et l'archiduchesse rentrera en Hongrie où elle restera pendant la première guerre mondiale alors que la France et l'Autriche-Hongrie sont ennemies. 
Cependant, Clotilde a beau être considérée comme une femme d’affaires redoutable, toutes ses entreprises ne connaissent pas un tel succès. De fait, une fois devenue veuve, elle se livre à des spéculations hasardeuses qui lui font perdre toute sa fortune. Il faut alors l’intervention de ses gendres, le duc d’Orléans et le prince de Thurn et Taxis pour la sauver de la banqueroute totale, d’autant qu’on la dit endettée d’une vingtaine de millions.

### Mort et inhumation
La princesse Clotilde de Saxe-Cobourg-Kohary meurt le 3 juin 1927 au château d'Alcsút. Elle est alors inhumée aux côtés de son époux et de ses enfants dans la crypte du château de Buda. 
Dans les années 1970, les tombes de la famille sont saccagées et pillées par des inconnus. Elles sont cependant restaurées dans les années 1980 par le professeur hongrois de biologie Stephen Kiszely (1932).